# Robert Alt
Robert Alt (Glion, 2 gennaio 1927 – 4 dicembre 2017) è stato un bobbista svizzero.

## Biografia
Nato a Glion di Les Planches, ai VII Giochi olimpici invernali (edizione disputatasi nel 1956 a Cortina d'Ampezzo, Italia) vinse la medaglia d'oro nel Bob a quattro con i connazionali Franz Kapus, Gottfried Diener e Heinrich Angst, partecipando per la nazionale svizzera, superando la nazionale italiana (medaglia d'argento) e statunitense.
Il tempo totalizzato fu di 5:10,44 con un distacco inferiore ai due secondi dalle altre medagliate, 5:12,10 e 5:12,39 i loro tempi.
Inoltre ai campionati mondiali vinse una medaglia d'oro:
- nel 1955, nel bob a quattro con Franz Kapus, Gottfried Diener e Heinrich Angst[4]